# Giōrgos Vovoras
Giōrgos Vovoras (in greco Γιώργος Βόβορας?; Atene, 18 gennaio 1977) è un allenatore di pallacanestro greco.

## Palmarès
- Coppa di Cipro: 1

APOEL: 2016